# Florian Myjer
Florian Hugo Bob Myjer (Amsterdam, 21 februari 1992) is een Nederlandse theatermaker en acteur.
Hij is zoon van hoogleraar conflict- en veiligheidsrecht aan de Rijksuniversiteit Utrecht Eric Myjer en antropoloog en historicus Huguette Mackay. Zus Sandrijn Myjer werkt enige tijd voor Corrosia Theater, Expo & Film en Hekwerk Theaterproducties van Youp van 't Hek. Hij is een neef van Jochem Myjer. Pia Douwes is een achternicht.
Hij groeide op in Amsterdam-Centrum; het gebied rond de Nieuwmarkt. Hij ging echter naar school in Amsterdam-Zuid. Hij bezocht daar de in zijn ogen prestatiegerichte Willemsparkschool (1996-2004) en het Sint Ignatiusgymnasium (2005-2010). Het toneelspelen zat toen al in het bloed met toneelstukjes, opleiding aan de Jeugdtheaterschool en het spelen van jongerenproducties. Een verkeersongeluk wees hem verder richting theater, maar hij werd in eerste instantie afgewezen voor de Theaterschool.
Hij ging studeren aan de Universiteit van Amsterdam (Algemene Cultuurwetenschappen; 2010-2013) en studeerde in het kader van een uitwisseling ook een jaar aan de Universiteit van Sussex in Falmer/Brighton. Engeland voelde aan als een thuisland, omdat vader er gestudeerd heeft en moeder er deels is opgegroeid. 
In 2013 startte hij zijn studie Performance aan de Toneelacademie Maastricht, een studie die hij in 2017 afrondde. Hierna werd hij tot 2021 vaste maker bij Frascati Producties. Hier begon Myjer met het maken van theatrale adaptaties op klassiekers uit de wereldliteratuur, waarin hij zijn eigen leven en ideeën spiegelt aan een literaire bron (o.a. Oorlog en Vrede, De Toverberg).
Van 2021 tot 2024 zat Myjer in de artistieke leiding van Theatergroep De Warme Winkel. Het leidde tot een persoonlijke interpretatie van Lady Chatterley's Lover. In 2023 ging hij de podia op met Brideshead Revisited (lievelingsboek van Myjer) op het Holland Festival; hij werkte daarin samen met Abke Haring. 
In 2023 speelde hij de rol van Cornelis in de film Sweet Dreams van Ena Sendijaravić. Deze rol werd bekroond met een Gouden Kalf voor de Beste bijrol.